# Lathrolestes nasoni
Lathrolestes nasoni là một loài tò vò trong họ Ichneumonidae.